# Nouveau pauvre
Pour les articles homonymes, voir Les Nouveaux pauvres.
 (décembre 2018).
Si vous disposez d'ouvrages ou d'articles de référence ou si vous connaissez des sites web de qualité traitant du thème abordé ici, merci de compléter l'article en donnant les références utiles à sa vérifiabilité et en les liant à la section « Notes et références ».
L'expression nouveau pauvre désigne un ensemble de personnes touchées par une nouvelle forme de pauvreté apparue dans le monde depuis le début des années 1980, à la suite des mutations économiques, techniques et sociales s'opérant dans la société. 

## Caractéristiques
La plupart du temps, on trouve cette expression au pluriel, qui vient en contrepoint à l'expression « nouveau riche » apparue pendant l'entre-deux-guerres. Cet état est le corollaire de l'exclusion sociale. Les termes « nouveaux pauvres » et « exclusion sociale » sont très utilisés. La « nouvelle pauvreté » se caractérise par une grande désocialisation.

## Causes
Les phénomènes engendrant cette « nouvelle pauvreté » sont multiples. Les bouleversements sociaux, qui font que les liens sociaux se brisent. Auparavant, les pauvres étaient géographiquement proches de leurs familles. Dans l'ère contemporaine, le monde du travail demande un changement de lieu géographique de plus en plus fréquent, et il n'est plus question de vivre dans un foyer regroupant toute la famille. La perte d'un emploi désocialise les personnes plus qu'avant. L'existence de personnes jeunes ne connaissant pas encore le monde complexe du travail. L'extrême difficulté de trouver un emploi même précaire, donc de se loger, a créé le phénomène de l'itinérance de personnes jeunes, allant de squat en squat.
L'impermanence des relations de couples. La stabilité familiale a tendance à diminuer. Un ménage brisé peut produire une désocialisation de l'un des deux conjoints, entraînant des troubles psychologiques, qui peut se traduire par des problèmes avec le travail (démotivation) ou augmenter les comportements d'atteinte à soi (alcoolisme, drogues, tentatives de suicide...). Aussi l'impermanence de l'emploi. Disparition de l'emploi à vie, multiplication de l'emploi précaire (CDD, intérim, etc.). En cas de perte d'emploi, l'indemnisation par l'assurance chômage n'évite pas les difficultés économiques et psychologiques des personnes touchées par ces bouleversements.
Tous ces phénomènes ont en commun le manque de stabilité offerte à l'individu dans la société actuelle, dû notamment aux mutations du monde du travail.